# Florete (literatura)

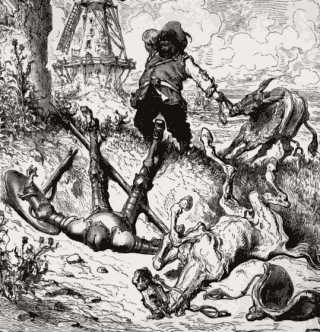
Don Quijote y su compinche Sancho Panza, ilustrado por Gustave Doré: las cualidades contrastantes de los personajes se reflejan aquí incluso en su aspecto físico

En la ficción, un florete es un personaje que contrasta con otro personaje, generalmente el protagonista, para resaltar las cualidades del otro personaje. En algunos casos, una subtrama puede ser utilizada como un florete para la trama principal. Esto es especialmente cierto en el caso de la metaficción y el motivo "historia dentro de una historia". La palabra florete viene de la vieja práctica de respaldar las gemas con florete para hacerlas brillar más.
Un florete por lo general difiere dramáticamente o es extremadamente similar, pero con una diferencia clave que los distingue. El concepto de un florete también se aplica más ampliamente a cualquier comparación que se haga para contrastar una diferencia entre dos cosas. Thomas F. Gieryn coloca estos usos de los floretes literarios en tres categorías, que Tamara A. P. Metze explica como: los que enfatizan el mayor contraste (esto es diferente porque...), los que operan por exclusión (esto no es X porque...), y los que asignan la culpa ("debido a la lentitud de los procedimientos de toma de decisiones del gobierno...").

## Ejemplos de la literatura

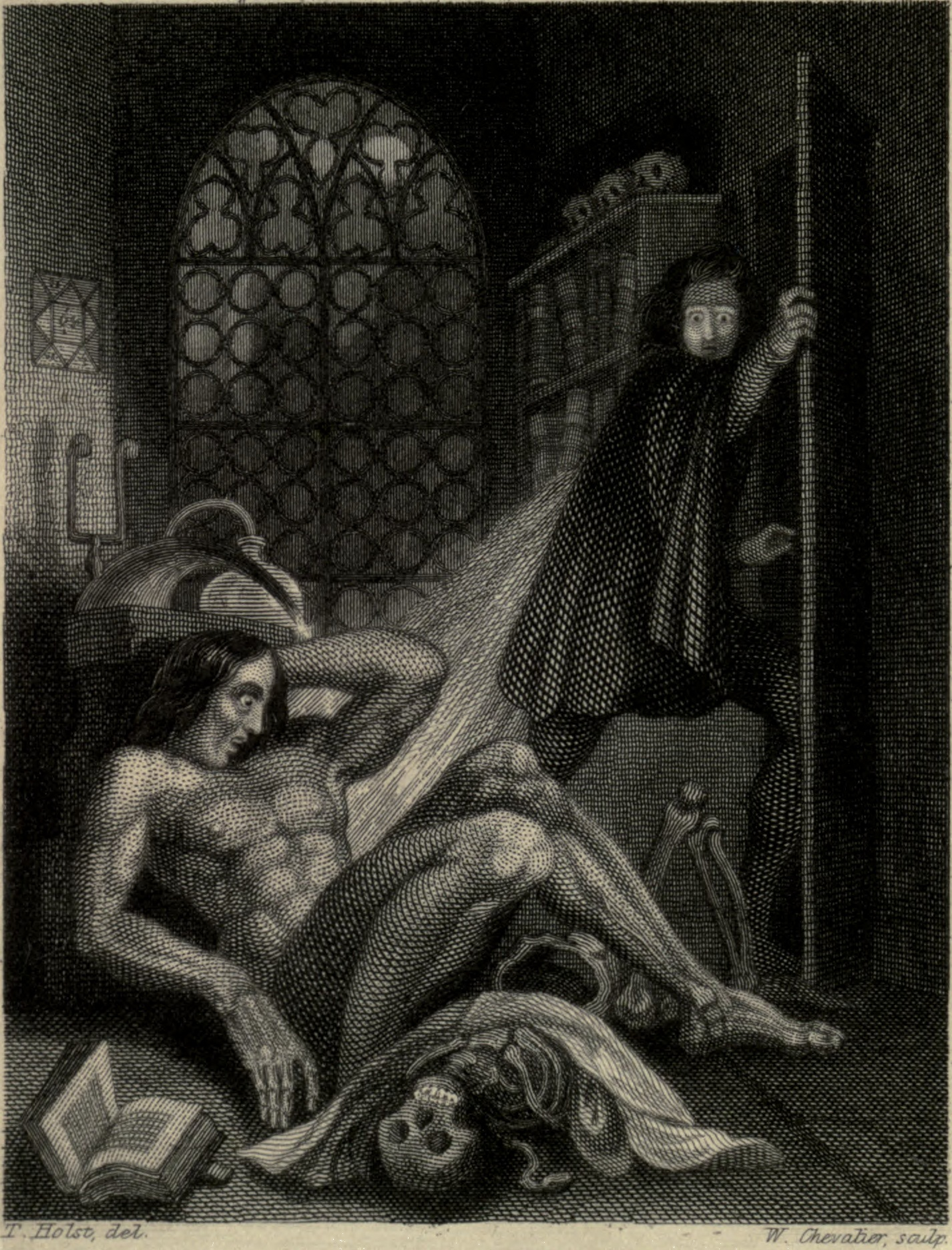
Frankenstein o el moderno Prometeo (edición revisada, 1831).

En Cumbres Borrascosas de Emily Brontë, Edgar Linton es descrito como opuesto al personaje principal Heathcliff, en apariencia, dinero, herencia y moral, por muy similar que sea su amor por Catherine. 
En Frankenstein, de Mary Shelley, los dos personajes principales -el Dr. Frankenstein y su "criatura"- son dos florete literarios juntos, que funcionan para compararse entre sí.
En Orgullo y prejuicio de Jane Austen, la absorción de Mary en sus estudios la coloca como un florete a la naturaleza viva y distraída de su hermana Lydia Bennet.
Del mismo modo, en la obra de Shakespeare Julio César, el personaje Bruto tiene florete en los dos personajes, Casio y Marco Antonio. En la obra Romeo y Julieta, Romeo y Mercucio sirven como florete de personajes el uno para el otro, así como Macbeth y Banquo en su obra Macbeth. 
En la tragedia de William Shakespeare, Hamlet, se crea un florete entre Laertes y el Príncipe Hamlet para elaborar las diferencias entre los dos hombres. En el Acto V, escena 2, el príncipe Hamlet le dice a Laertes que va a esgrimar con él y dice: "Yo seré tu florete, Laertes" (5.2.272). Este juego de palabras revela el florete entre Hamlet y Laertes, que se desarrolló a lo largo de la obra. 
En la serie de Harry Potter, Draco Malfoy puede ser visto como un florete para el personaje de Harry Potter; el profesor Snape permite que ambos personajes "experimenten las aventuras esenciales de la autodeterminación", pero toman decisiones diferentes; Harry opta por oponerse a lord Voldemort y a los mortífagos, mientras que Draco finalmente se une a ellos.
George y Lennie son floretes entre sí en De ratones y hombres de John Steinbeck. Lennie es enorme y fuerte como un toro, pero también es mentalmente lento, mientras que por otro lado George es pequeño, delgado y muy inteligente.